# Slivje, Krško
Slivje este o localitate din comuna Krško, Slovenia, cu o populație de 36 de locuitori.